# Parlamentswahl in Kolumbien 2022

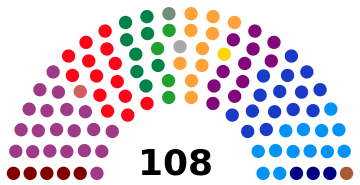
Die Sitzverteilung nach der Parlamentswahl im Jahr 2022.

Die Parlamentswahl in Kolumbien 2022 fand am 13. März 2022 statt.
38,8 Millionen Wahlberechtigte waren aufgefordert, 108 Senatoren für den Senat und 188 Abgeordnete für das Repräsentantenhaus zu wählen, das Ober- bzw. Unterhaus des kolumbianischen Parlaments. 100 Senatoren wurden nach landesweiter Verhältniswahl gewählt. Fünf Sitze im Senat waren gemäß dem Friedensvertrag für die FARC reserviert, zwei für die indigene Bevölkerung und einer für den zweitplatzierten Präsidentschaftskandidaten. Für das Repräsentantenhaus wurden 161 Sitze in den Departamentos und im Hauptstadtdistrikt gewählt. 16 Sitze waren reserviert für die Opfer des Bürgerkriegs und wurden durch die Wahlberechtigten der besonders betroffenen Regionen gewählt. Außerdem waren ebenfalls fünf Sitze für die FARC, sowie zwei für die afrokolumbianische Gemeinschaft und je ein Sitz für die Indigenen, die Raizal, die Auslandskolumbianer und den zweitplatzierten Vizepräsidentschaftskandidaten reserviert. 
Das linke Bündnis Historischer Pakt für Kolumbien wurde im Senat die stärkste Kraft, während im Abgeordnetenhaus die Liberale Partei (Mitte-links) die meisten Sitze gewann. In beiden Parlamentskammern stellten die Mitte-rechts Parteien noch etwa die Hälfte der Abgeordneten. Die Wahlbeteiligung lag mit knapp 45,15 Prozent in etwa auf dem Niveau vorheriger Kongresswahlen. Rund drei Monate später siegte der Historische Pakt für Kolumbien auch bei der Präsidentschaftswahl mit ihrem Kandidaten Gustavo Petro.

## Ergebnisse
Quelle: 

### Senat
- Comunes: 5
- PHxC: 16
- PLC: 15
- CE-AV: 14
- Mind.: 2
- Sonst.: 1
- PdlU: 10
- CR: 11
- PCC: 16
- CD: 14
- MIRA: 4

| Partei                                  | %     | Sitze |
| --------------------------------------- | ----- | ----- |
| Pacto Histórico por Colombia            | 14,15 | 16    |
| Partido Conservador Colombiano          | 13,60 | 16    |
| Partido Liberal Colombiano              | 12,74 | 15    |
| Coalición de la Esperanza-Alianza Verde | 12,02 | 14    |
| Centro Democrático                      | 11,85 | 14    |
| Cambio Radical                          | 9,89  | 11    |
| Partido de la U                         | 9,25  | 10    |
| Movimiento Independiente de Renovación  | 3,63  | 4     |
| Comunes (5 garantierte Sitze)           | 0,19  | 5     |
| Minderheiten                            | –     | 2     |
| Unterlegener Präsidentschaftskandidat   | –     | 1     |

### Repräsentantenhaus
In Klammern sind zusätzliche Sitze angegeben, die auf regionalen Mischlisten gewonnen wurden.
- Comunes: 5
- PHxC: 29
- PLC: 33
- CE-AV: 16
- Mind.: 4
- Sonst.: 21
- PdlU: 17
- CR: 18
- PCC: 27
- CD: 16
- MIRA: 2

| Partei                                    | %     | Sitze   |
| ----------------------------------------- | ----- | ------- |
| Pacto Histórico por Colombia              | 16,78 | 27 (+2) |
| Partido Liberal Colombiano                | 14,27 | 32 (+1) |
| Partido Conservador Colombiano            | 12,57 | 25 (+2) |
| Centro Democrático                        | 9,87  | 16 (+1) |
| Partido de la U                           | 8,74  | 15      |
| Cambio Radical                            | 8,52  | 16 (+2) |
| Alianza Verde                             | 6,68  | 11 (+2) |
| Coalición de la Esperanza                 | 2,87  | 2 (+1)  |
| Movimiento Independiente de Renovación    | 1,78  | 1 (+1)  |
| Nuevo Liberalismo                         | 1,72  | 1       |
| Liga de Gobernantes Anticorrupción        | 1,02  | 2       |
| Fuerza Ciudadana                          | 0,41  | 1       |
| Colombia Renaciente                       | 0,38  | 1       |
| Gente en Movimiento                       | 0,33  | 1       |
| Comunes (5 garantierte Sitze)             | 0,13  | 5       |
| Bürgerkriegsopfer                         | –     | 16      |
| Minderheiten                              | –     | 4       |
| Unterlegener Vizepräsidentschaftskandidat | –     | 1       |